# Zdeněk Měšťan
Zdeněk Měšťan (* 31. května 1944 Ostrava) je bývalý československý vodní slalomář, kanoista závodící v kategorii C2. Jeho partnerem v lodi byl jeho bratr Ladislav.
Na mistrovstvích světa získal jednu zlatou (C2 družstva – 1965), tři stříbrné (C2 – 1969; C2 družstva – 1967, 1969) a dvě bronzové medaile (C2 – 1967; C2 družstva – 1971). Startoval na Letních olympijských hrách 1972, kde se jeho loď v individuálním závodě C2 umístila na 16. místě.